# 마당을 나온 암탉 (영화)
《마당을 나온 암탉》은 2011년 7월 28일에 개봉한 대한민국의 애니메이션 영화이다. 황선미 작가의 동명 동화를 원작으로 명필름과 오돌또기에서 제작되었다. 감독은 오성윤이 맡았고 문소리, 유승호, 박철민, 최민식이 성우로 참여했다.

## 줄거리
양계장 안에 갇혀 살며 알만 낳던 암탉 잎싹. 그러나 다른 암탉들과 달리 마당으로 나가 자유롭게 살면서 알을 품어보기를 꿈꾼다. 몇 날 며칠을 굶어 폐계 흉내를 내다가 쓰러진 잎싹은 드디어 다른 죽은 닭들과 함께 뒷산 웅덩이에 버려지고, 자유를 얻는다. 그러나 갑자기 나타난 애꾸눈 족제비에 잡아먹힐 위기에 처하는데, 다행히 청둥오리 '나그네'의 도움으로 목숨을 건진다.
잎싹은 꿈에 그리던 마당으로 온다. 하지만 마당의 서열 1위를 차지한 큰 벼슬의 수탉과 다른 암탉들의 텃세로 인해 곧 쫓겨나고 만다. 마당을 나와 근처 하천에 이른 잎싹은 복덕방 노릇을 하는 수달 '달수'를 만나 거처를 얻는다. 그곳 족제비가 잡아먹힐 잎싹을 구해준 나그네가 짝인 뽀얀오리와 같이 살고 있었다. 그러나 뽀얀오리는 나그네가 잠시 사냥을 나간 사이, 애꾸눈 족제비에게 잡아 먹히고 만다. 분노한 나그네가 애꾸눈과 결투하는 사이 잎싹은 뽀얀오리의 둥지에서 알을 발견하고 품기 시작한다. 나그네는 잎싹에게, 새끼가 태어나거든 동쪽 늪으로 가서 살라고 전한다. 머지않아 나그네 또한 애꾸눈에게 잡아먹힌다. 그리고 알에서 새끼오리가 태어난다.
잎싹과 새끼오리는 늪에 도착하고 달수와 재회한다. 새끼오리는 금세 늪에서 헤엄을 치기 시작하고 잎싹은 '초록'이라는 이름을 지어준다. 시간이 흘러 초록은 무럭무럭 자라난다. 잎싹은 점점 약해지고 초록은 날짐승들로부터 나는 법을 조금씩 익힌다. 한편 늪 주민들은 헤엄도 못 치면서 오리를 키우면서 사는 별난 암탉을 꺼리기 시작하고, 초록은 닭에게 길러져 날지도 못하는 오리라 하여 다른 오리들에게 따돌림을 당한다. 마침내 초록은 자신과 다른 엄마가 싫다면서 사라져 버린다. 초록이 간 곳은 바로 마당이었는데, 거기서 주인 아저씨에게 눈에 띄어 날개가 잘릴 위기에 처하고 만다. 그를 알아본 참새 '짹'이 황급히 잎싹에게 사건을 알리고, 잎싹은 달수와 함께 마당으로 달려가서는 양계장을 해방시켜 주인이 혼비백산한 사이 초록을 데리고 탈출한다. 오는 길에 조우한 애꾸눈과의 싸움에서, 초록은 비로소 나는 법을 깨우친다.
겨울이 되어 청둥오리떼가 늪에 돌아온다. 청둥오리들은 새 '파수꾼'을 정할 비행 대회를 개최하고, 잎싹은 초록을 보내 대회에 출전하게 한다. 대회 날, 초록은 '빨간머리'를 위시한 다른 경쟁 상대들과의 치열한 대결에서 승리하여 파수꾼으로 인정받는다. 한편 잎싹은 장성한 아들을 바라보며 무덤가를 떠돌다가 어느 굴에서 새끼동물들을 발견하고 품어준다. 초록이 떠나기 전에 사라진 엄마를 찾아 무덤가에 오는데, 애꾸눈이 나타나 초록을 덮친다. 잎싹이 품고 있던 것은 애꾸눈의 새끼였다. 애꾸눈이 초록을 잡아먹으려 하자, 잎싹은 애꾸눈의 새끼들을 인질로 잡고 초록을 풀어주게 한다. 이후 초록은 청둥오리떼와 함께 떠난다. 아들의 무운을 빌어주는 잎싹 뒤로 새끼들을 먹일 사냥감에 굶주린 애꾸눈이 나타난다. 잎싹은 자신을 애꾸눈의 새끼들에게 먹이기로 결심하고, 애꾸눈에게 자신의 몸을 내준다.

## 캐릭터 및 목소리 연기
- 잎싹[4] - 문소리
- 초록 - 아기 초록 : 한신정, 성장한 초록 : 유승호
- 나그네 - 최민식
- 달수 - 박철민
- 족제비(애꾸눈) - 김상현
- 수탉 / 깐죽이(박쥐) / 칼날 - 엄상현[5]
- 짹 - 전숙경
- 집오리도 - 한신정
- 빨간머리 / 집오리솔 / 문지기 / 덩치 - 사성웅
- 부엉이 / 대장오리 - 서승원[6]
- 원앙모 / 마당암탉 - 김지혜
- 양계장 주인 - 홍범기

## 제작 과정
원작이 시나리오로 각색하는 데는 3년이 소요되었다. 오성윤 감독은 각색의 방향에 대해 '원작보다 자연의 냉혹함을 완화시키고 긍정적으로 그렸다, 잎싹의 삶을 축소시키고 초록의 성장을 부각시켰다'고 밝힌 바 있다. 영화 속 주요 무대인 늪은 창녕군의 우포늪을 배경으로 하였다.
한국 애니메이션으로선 참 드물게도 프리스코어링으로 제작되었다.

## 원작과의 차이점
- '초록머리'의 이름이 '초록'으로 바뀌었다. '달수', '빨간머리', '덩치' '칼날'이라는 캐릭터가 새로 추가되었다.
- '나그네'의 캐릭터가 변화하여, 족제비와 막상막하로 대결을 펼치는 라이벌이자 전사가 되었다.
- 족제비를 애꾸눈으로 만든 것이 원작에서는 '잎싹'이 우연히 할퀸 것이었으나, 영화에서는 '나그네'와의 대결 중에 다친 것으로 바뀌었다.
- '잎싹'이 마당을 나와 도달하는 곳이 저수지에서 하천으로 바뀌었다.
- 오성윤 감독에 따르면, 원작에서 '잎싹'이라는 이름의 의미는 '꽃을 피우는 건 잎싹, 즉 소시민의 위대한 힘'이었으나, 영화에서는 '인간이 풀처럼 살다 죽어도 위대한 삶'이라는 의미를 담았다.[7]

## 사운드트랙
애니메이션 개봉에 앞서 사운드트랙이 2011년 6월 17일에 발매되었다.
| #   | 제목                             | 재생 시간 |
| --- | -------------------------------- | --------- |
| 1.  | 〈양계장 풍경〉                  | 3:23      |
| 2.  | 〈족제비의 공격〉                | 1:44      |
| 3.  | 〈첫 만남〉                      | 1:18      |
| 4.  | 〈잎싹, 마당을 나오다〉          | 1:50      |
| 5.  | 〈죽음의 결투〉                  | 2:59      |
| 6.  | 〈초록이의 탄생〉                | 1:17      |
| 7.  | 〈숲을 지나〉                    | 1:39      |
| 8.  | 〈늪으로 가다〉                  | 0:55      |
| 9.  | 〈Humoresque〉                   | 1:25      |
| 10. | 〈행복의 왈츠〉                  | 1:25      |
| 11. | 〈나그네를 회상하다〉            | 1:58      |
| 12. | 〈초록이를 구하라〉              | 2:51      |
| 13. | 〈탈출〉                         | 1:38      |
| 14. | 〈초록이의 비상〉                | 3:53      |
| 15. | 〈가을, 그들이 돌아오다〉        | 1:49      |
| 16. | 〈너의 꿈을 찾아가〉             | 2:34      |
| 17. | 〈비행대회 (Part.I)〉            | 4:30      |
| 18. | 〈비행대회 (Part.II)〉           | 2:25      |
| 19. | 〈엄마의 사랑으로..〉            | 5:38      |
| 20. | 〈마지막 인사〉                  | 3:46      |
| 21. | 〈잎싹, 날다〉                   | 1:14      |
| 22. | 〈바람의 멜로디 (Song. 안지영)〉 | 3:31      |